# ビッグ・シャー
ビッグ・シャー（Big Sha）、旧称:ミショ・シャマラ（ブルガリア語: Мишо Шамара, ラテン文字転写: Misho Shamara）、本名:ミハイル・スタニスタヴォフ・ミハイロフ（ブルガリア語: Михаил Станиславов Михайлов, ラテン文字転写: Milail Stanislavov Mihaylov、1972年12月27日 - ）は、ブルガリア、ヴァルナ出身のラッパーである。

## 来歴

### 初期
ミハイロフは、地元のヴァルナで、M.C.ハマーの名をとった「The Hammer」という名前で活動を始め、Hamburger 1というグループを結成した。
1994年にミハイロフの属するグメニ・グラヴィ（Гумени Глави / Gumeni Glavi）のデビュー・アルバム『Квартал No. 41』（Kvartal No. 41）が発売され、ブルガリア音楽プロデューサー協会の基準で4xプラチナム・アルバムに相当する12万枚という驚異的な売り上げを記録した。しかし、1995年の2枚目のアルバム『Гуми втора употреба』（Gumi vtora upotreba）は前作ほどのヒットにはならなかった。
これらの2枚のアルバムを発売した後、1997年にはDJディドD（DJ Dido D）がグループに加わり、その後発売された『За повече пари』（Za poveche pari）、『За още повече пари』（Za oshte poveche pari）は、ブルガリアのヒップホップ史上に残る名作となり、グループはブルガリア国内で数多くのコンサートをこなしたが、その後グループ内での対立を経てグメニ・グラヴィは解散し、ミハイロフはソロでの活動を始める。

### ソロのラッパーとして
ミショ・シャマラとしてのソロでの活動は、シングル「Фенки, фенки」（Fenki, Fenki）のヒットとともに始まった。これに続くアルバム『Мой』（Moy）は9万枚を売り上げるヒットとなった。2002年のこの成功に引き続き、ミショ・シャマラはVanko 1とともに独自レーベルのR&Bレコーズ（R&B Records）を設立し、Vanko 1との共演アルバム『Голямата комбина』（Golyamata Kombina）は20万枚を売り上げた。その後Vanko 1は売春活動への関与の疑いで逮捕され、懲役12年を言い渡された（その後2008年に釈放されている）。しかし、Konsa、100 Kila、Benjamini、Loshiteといったシャマラの舎弟たちは次々にヒット作を作りあげ、シャマラ本人もまた積極的に活動を続けた。2003年にはブルガリアのヒットチャート首位に立ったヒット曲「Трудно се сбъдва всяка мечта」（Trudno se sbadva vsyaka mechta）を収録した自身のアルバム『Трудно се сбъдва всяка мечта』（Azbukata na zhivota）をリリースした。2006年のアルバム『Обичай ближния и ближи обичания』（Obichay blizhniya blizhi obichaniya）は、スナイパー・レコーズ（Sniper Records）を非難する「Гнусният Брадан」（Gnusniyat Bradan）や、KonsaやOGI Dogとの共演曲「Един ден се напих」（Edin den se napih）などを収録している。
2007年、芸名をミショ・シャマラからビッグ・シャーに変更し、ユニバーサル・レコーズと契約、Virginia Records / ユニバーサル・レコーズの傘下に、新しくFrontline Hustleを設立した。2008年、クルーシャル・コンフリクト（Crucial Conflict）やドラッグ・オン（Drag-On）などのアメリカ合衆国のアーティストとの共演曲を収録したアルバム『Хляб и Амфети』（Hlyab i amfeti）を発売した。2009年、リラーナの楽曲「Dime Piece」で、アメリカのベテラン・ラッパー、スヌープ・ドッグとの共演を果たした。

## 対立
ビッグ・シャー率いるR&B Recordsはブルガリア東部を代表するレーベルであり、西部主体のスナイパー・レコーズとは対立がある。双方から相手を非難する多数の楽曲が出されている。

## アルバム

### グメニ・グラヴィ
- Квартал №41（Kvartal No. 41、1994年）
- Гуми втора употреба（Gumi vtora upotreba、1995年）
- Ремиксове '96（Remiksove '96、1996年）
- За повече пари（Za poveche pari、1997年）
- За повече пари 2（Za oshte poveche pari、1998年）
- 2999（2999、1999年）
- The Best（2001年）
- 10 години（10 godini、2004年）

### ソロ
- Мой（Moy、2002年）
- Голямата комбина（Golyamata Kombina、Vanko 1との共演、2002年）
- Азбуката на живота（Azbukata na zhivota、2003年）
- Обичай ближния и ближи обичания（Obichay blizhniya blizhi obichaniya、2006年）
- Хляб и амфети（Hlyab i amfeti、2008年）